# スクーリング
スクーリング（schooling）とは、「学校という場で学ぶこと」を原義とするが、学校教育場面で言う場合は、通信教育によって学んでいる人が、教室で教員と直接対面して授業（講義、演習、実験・実習・実技）を受けることをいう。対面授業とも言う。

## 概要
日本において「スクーリング」は、高等学校通信教育（高等学校の通信制の課程など）における面接指導（めんせつしどう）や大学通信教育における面接授業（めんせつじゅぎょう）を包括した概念と考えられることが多い。

### 受講料
一般的には、授業料とは別にスクーリング受講料が請求される（科目等履修生の形態でも、科目等履修料とスクーリング料は別になることが多い）。放送大学の場合は、「オンライン授業」及び各学習センターで行われる「面接授業」（ライブweb授業を含む）がスクーリングに相当するが、こちらは、面接・オンライン授業の科目ごとに請求がなされるものの、受講料が別途請求されることはない。

### 地方スクーリング
学校の校舎まで行けなくても、東京や関西の大都市圏にある学校を中心に、教員が地方の主要都市まで出向いて（あるいは、スクーリング会場近隣在住の別の大学教員や元学校教員が非常勤講師・兼任講師の身分で大学通信課程で授業を行ったり、本部センターから映像通信による遠隔授業というケースもある）、大手予備校や提携専門学校の教室や地元の生涯学習センターの会議室などを借りて、出張してスクーリング（面接授業）をしているケースも多い（地方スクーリング）。
また、学習センターを抱える私立の広域通信制高等学校でも、学校法人直営の一部の学習センターを本校以外の地方スクーリング会場としている学校も少なくない。
また、高等学校の通信制の課程においては、各地の全日制・定時制高校（協力校）が通信制の課程をおいている高校の協力を受けてスクーリング（面接指導）を行うことも多い（協力校スクーリング、たとえば、有朋高校のような道県域の広い地域や鳴滝高校のように県域に離島地域を抱える公立通信制高校や広域通信制高等学校であるNHK学園高等学校など）。また、単位認定に必要な試験も、その地域で行われるスクーリングと同様にして行われていることが多い。
協力校スクーリングは、単位互換制度などを採用するケースなどで大学の通信制教育でも行われている例がある。

### インターネット講義
2004年にインターネットを通じて学位等の取得を実現した八洲学園大学が開学したように、インターネットを利用する高等学校通信教育や大学通信教育が現実のものになりつつある現在では、直接教室で向かい合っての教育機会も変わっていくことを余儀なくされることになるとも考えられている。
反面、通信制高校や大学通信教育で教職課程を受講する場合においては、体育等の実技や教職実践演習等の演習、学級活動・ホームルーム活動、課外活動において、向かい合って教育する機会が貴重であることは変わりないものと思われる。
ちなみに大学通信教育において「メディアを利用して行う授業」（メディア授業）は、法令上面接授業（スクーリング）と同等に卒業の要件に含まれている。これにより印刷授業等と併せて、卒業の要件として修得すべき単位数（124単位のうち30単位以上）をメディア授業により修得することで、当該授業を行う教室に一切出席をせずに卒業することができる大学も増えてきている。一方でメディア授業を、一定単位数内でしか卒業に必要なスクーリング単位として認めない大学もある。

### 放送授業
放送授業（いわゆるビデオスクーリング）の場合は、法令上、10単位までに制限されている（正確には、面接授業に包括できる単位数の上限が10単位となる。四年生大学卒業の場合は、スクーリング単位が30単位必要だが、この内10単位までは放送授業に代えることができ、これを越える場合は、単位計算の面では事実上印刷授業と見なされる）。このため、メディア授業の単位数を制限する場合は、ビデオスクーリングの規準に準じて行われる場合もある。また、著作権上の理由により、本来はメディア授業であるはずの科目が、ビデオスクーリング扱いとされる科目を設置する場合もある(例として、授業内容の一部について、著作権上、インターネット上にアップできないコンテンツを、会場に参集の上でビデオ映像で見る必要があり、これを以て、面接授業とすることができないため)。